# Pavol Hrivnák
Ing. Pavol Hrivnák (9. října 1931 Malý Čepčín – 3. února 1995 Bratislava) byl slovenský ekonom a komunistický politik, poslední komunistický předseda vlády Slovenska v rámci federace (červen – prosinec 1989).

## Život
V roce 1954 absolvoval Chemickou fakultu Slovenské technické univerzity v Bratislavě (tehdy jako Slovenská vysoká škola technická). V letech 1969–70 působil ve funkci ředitele Výzkumného ústavu chemických vláken ve Svitu, v letech 1970–74 ředitele národního podniku Chemlon v Humenném.

### Ministr a předseda slovenské vlády
V letech 1974–82 působil nejprve jako náměstek ministra průmyslu Alojze Kusalíka ve druhé, třetí a krátce i čtvrté vládě pod vedením Petera Colotky. V této vládě poté působil od 30. listopadu 1982 již ve funkci ministra průmyslu. 12. října 1984 po změnách ve vládě tento úřad opustil a byl jmenován do funkce předsedy Slovenské plánovací komise.
22. června 1989 se stal po výměně na postech premiéra tehdejší vlády jejím novým předsedou. Tuto funkci zastával do 8. prosince 1989, kdy byl do funkce premiéra v důsledku změn Sametové revoluce jmenován Milan Čič.
V letech 1971–89 byl členem ÚV KSS, v roce 1989 se stal členem jejího předsednictva kandidátem předsednictva ÚV KSČ.
V letech 1986–90 plnil funkci poslance ve Slovenské národní radě.

### Ministr ve federálních vládách
V páté federální vládě pod vedením Lubomíra Štrougala zastával post jejího místopředsedy. Ve následné Štrougalově rekonstruované vládě (21. duben – 11. říjen 1988) působil jako ministrem pověřený řízením Federálního cenového úřadu.
V poslední komunistické vládě Ladislava Adamce působil od 12. října 1988 do 10. prosince 1989 jako místopředseda vlády (do 19. června 1989 jako první místopředseda).

### Polistopadová kariéra
V letech 1993–94 byl zástupcem firmy AIESEC v Kyjevě na Ukrajině.